# Engenheiro Coelho
Engenheiro Coelho is een gemeente in Brazilië in de staat São Paulo. De gemeente ligt op 655 meter boven zeeniveau, is 109,8 km² groot en heeft naar schatting 11.845 inwoners (2004).

## Demografie
- Totale bevolking: 10.033
  - Mannen: 5.203
  - Vrouwen: 4.830
- Bevolkingsdichtheid: 91.38 inw/km²
- Woonachtig in stedelijk gebied: 7.009
- Woonachtig in landelijk gebied: 3.024

- Overlijden voor het eerste levensjaar: 13.45 baby's per 1000
- Levensverwachting: 72.56 jaar
- Aantal kinderen per vrouw: 2.10

- Alfabeten: 87.88%
- Analfabeten: 12.12%

Cijfers zijn van 2000 (Bron: IPEADATA)

## Religie
Het Christendom is als volgt in de stad aanwezig:

### Katholieke Kerk
De katholieke kerk in de gemeente maakt deel uit van het Bisdom Limeira.

### Protestantse Kerk
De meest uiteenlopende evangelische overtuigingen zijn aanwezig in de stad, voornamelijk pinkstergelovigen, waaronder onder meer de Assemblies of God in Brazilië (de grootste evangelische kerk van het land) en de Christelijke Congregatie in Brazilië. Deze denominaties groeien steeds meer in heel Brazilië.